# Eugène Flagey
Eugène Flagey (Chimay, 26 de desembre - Ixelles, 3 de 1956) fou un home polític belga, advocat, diputat lliberal i primer magistrat i burgmestre de Ixelles de 1935 a 1953, figura prominent del liberalisme belga.
Abans de la guerra, va presidir l'alcaldia ajudant l'expansió urbanística de la seva comuna ; després del conflicte, va gestionar els afers d'Ixelles. El 1937, la plaça Sainte-Croix li va ser dedicada en record d'haver estat un gran alcalde en aquella època, sent batejada Plaça Eugène Flagey, Només la part del davant de l'església va mantenir el nom de plaça St. Croix.